# Varen (Szwajcaria)
Varen (gsw. Faru, fr. Varonne) – miejscowość i gmina (Politische Gemeinde) w południowej Szwajcarii, w kantonie Valais, w okręgu (Bezirk) Leuk. Leży nad Rodanem.

## Demografia
W Varen mieszkają 694 osoby. W 2021 roku 9,8% populacji gminy stanowiły osoby urodzone poza Szwajcarią. 

## Transport
Przez teren gminy przebiega droga główna nr 9. 